# Skade (fisk)
 For alternative betydninger, se Skade. (Se også artikler, som begynder med Skade)
Skade (Dipturus batis) er en rokkeart fra det nordøstlige Atlanterhav, inklusiv danske farvande. Denne meget store rokke findes på dybder mellem 100 og 600 meter, og kan opnå en længde på 2,85 m og en vægt på 113 kg. Den var tidligere almindelig, men er gået voldsomt tilbage og er nu kritisk truet. Enkelte ses stadig i Nordsøen. Den er vurderet som forsvundet på den danske rødliste 2019.